# Pragmatica
La pragmatica è una disciplina della linguistica che si occupa dell'uso contestuale della lingua come azione reale e concreta. Non si occupa della lingua intesa come sistema di segni; al contrario, osserva come e per quali scopi la lingua viene utilizzata, individuandone la misura con cui soddisfa esigenze e scopi comunicativi. Più nello specifico, la pragmatica si occupa di come il contesto influisca sull'interpretazione dei significati. In questo caso, per "contesto" si intende "situazione", cioè l'insieme dei fattori extralinguistici (sociali, ambientali e psicologici) che influenzano gli atti linguistici.

## Oggetto della pragmatica
La prospettiva pragmatica, come è già stata enunciata, è una disciplina linguistica che consiste nell'occuparsi dei segni parlati così da mettere in relazione i segni con coloro che li producono, ossia i parlanti. 
Il filosofo inglese John Langshaw Austin, con il suo libro How to do things with words ("come fare cose con le parole"), è stato il primo studioso ad osservare ed analizzare che per troppo tempo i filosofi precedenti a lui hanno assunto che la funzionalità di un’espressione possa solamente essere descrittiva, ovvero che possa descrivere dei fatti falsamente o confermandone la propria veridicità. 
I grammatici inoltre hanno aggiunto che non tutte le espressioni formano delle dichiarazioni: possono quindi formare delle domande o delle esclamazioni; frasi che esprimono degli ordini, dei desideri o delle concessioni.

## Espressioni Constative e Performative (Austin)
Riguardo a tutti questi precedenti punti di vista, Austin distingue e perfeziona l’idea della natura di due categorie alle quali le frasi possono appartenere. 
Queste due categorie vengono definite dal filosofo inglese come constative e performative. 
Per non trarre in inganno, visto l’uso errato del termine “descrittivo”, il linguista adoperò il termine constativo per evidenziare che non tutte le dichiarazioni devono essere per l’appunto descrittive, senza nemmeno considerarle necessariamente in base alla loro veridicità.
D’altro canto dichiarazioni che non descrivono, non constatano e che non sono necessariamente vere o false vengono denominate da Austin in quanto performative. In questo caso, la funzionalità della frase può far parte o essere l’esecuzione stessa dell’azione.

## Atti Locutori, Illocutori e Perlocutori  (Austin)
Dopo aver definito la completezza e la semplicità degli atti constativi, Austin si rende conto che per ampliare la propria analisi degli atti performativi trova necessario sub-categorizzare questi ultimi. 
Questa suddivisione consiste nella stipulazione di 3 forme diverse fra loro. Vi sono gli atti locutori, illocutori e perlocutori.
L’atto locutorio consiste in un atto formato grazie all’utilizzo del lessico e della grammatica per esprimere un dato significato. 
Parlando dell'atto illocutorio entra in gioco la forza illocutoria riguardante l’intenzione linguistica che sta nell’espressione, la maniera nella quale quest’ultima può essere interpretata. 
Infine arrivando all’atto perlocutorio trovo necessario parlare di obiettivo perlocutorio, ovvero quando l’intenzione di chi ha esercitato la forza illocutoria coincide con l’effetto che genera l’atto perlocutorio. 
In questo capitolo che tratta questi 3 atti vengono posti degli esempi, tra cui: 
Act (A) or Locution ("atto (A) o Locuzione") 
```
              He said to me ‘Shoot her!’ meaning by ‘shoot’ shoot and referring by ‘her’ to 
her
. ("lui mi ha detto 'Sparale!' significando di sparare e riferendosi a lei") 
```

Act (B) or Illocution ("atto (B) o Illocuzione")
```
                  He urged (or advised, ordered, ecc.) me to shoot her. ("mi ha spinto (o consigliato, ordinato etc.) di ucciderla")
```

Act (C. a) or Perlocution ("atto (C.a) o Perlocuzione")
```
                  He persuaded me to shoot her. ("mi ha persuaso ad ucciderla") 
```

Act (C. b) or Perlocution ("atto (C.b) o Perlocuzione")
```
                  He got me to (or made me, &c.) shoot her. ("mi ha costretto ad ucciderla")
[
2
]
```

## Tipi di Atti Illocutori (Searle)
Un secondo filosofo e linguista a divulgare la teoria degli atti linguistici e ad ampliare l’idea di Austin, degli atti locutori, illocutori e perlocutori, è stato l’americano John Searle con il suo libro degli Speech acts. Egli rielabora il concetto di Gottlob Frege per cui una parola ha un significato solo se viene posta in relazione con il significato dell’intera frase e solo se il proprio senso viene percepito nello stesso modo da entrambi gli interlocutori: emittente e ricevente. 
Searle precisa ulteriormente il concetto degli atti performativi sub-categorizzati da John L. Austin, suddividendo l’atto locutorio in due tipologie: l’atto di espressione e l’atto di affermazione.
L’atto di espressione consiste nella produzione di suoni ed è l’atto formato grazie all’utilizzo del lessico e della grammatica per esprimere un dato significato. 
L’atto di affermazione invece, è formato da una dichiarazione di proposizione, che è ciò con cui si afferma, si enuncia, si dichiara, e consiste nella frase stessa che contiene l’enunciato. 
Con quest’atto ci si riferisce, attraverso il linguaggio, a situazioni e dinamiche del mondo annunciandone qualcosa al riguardo. 
Per il linguista Searle, sviluppando la teoria di Austin che si appoggiava solamente sulla classificazione dei verbi, dire qualcosa è anche fare qualcosa focalizzandosi sulla tassonomia della forza Illocutoria, che per giunta è l’atto linguistico vincolato da una dichiarazione che segue al di fuori del suo significato immediato. 
Prestando attenzione alla funzione illocutoria si possono rilevare cinque differenti atti linguistici secondo la tipologia illustrata a seguire. Vi sono inoltre l’illocuzione rappresentativa (detta anche assertativa), direttiva, commissiva, espressiva e dichiarativa. 
Il tipo di Illocutorio rappresentativo o assertativo consiste nell’enunciare un qualcosa a seguito delle proprie conoscenze e credenze, obbligando a dire la verità, come nelle affermazioni, conclusioni, dichiarazioni etc. 
Parlando della direttiva entra in gioco l’intento di chiedere al destinatario di stipulare qualche cosa. Ossia in richieste, inviti o anche ordini. 
Successivamente la forma illocutoria commissiva si basa nell’obbligare il parlante ad un’azione futura. Casi tipici sono offerte, promesse, minacce, obblighi, scommesse e garanzie. 
La forza espressiva invece dipende dall’esprimere uno stato mentale o per di più per stabilire contatti sociali, in particolare caso quando si ringrazia, ci si scusa, si saluta e ci si congratula. 
Infine si parla dell’ultimo tipo illocutorio, quello dichiarativo, che consiste nel causare cambiamenti immediati nello stato attuale delle cose. Questo tipo di illocuzione viene trovato in primo luogo in inaugurazioni come i battesimi, candidature, dimissioni, dichiarazioni di guerra e arresti.
Questi cinque atti illocutori, ampiamente esposti durante questo capitolo, sono contraddistinti da esempi tra i quali possiamo osservare: 
Funzione rappresentativa:
```
   “A Milano, c’è sempre la nebbia”
```

Funzione direttiva: 
```
   “Mi potete aiutare per favore?”
```

```
   “Vieni!”
```

```
   “Che ore sono?”
```

Funzione commissiva: 
```
   “Te lo giuro!”
```

```
   “Mi raccomando!”
```

```
   “Scommetto che…” 
```

Funzione espressiva: 
```
   “Grazie mille!”
```

```
   “Scusi!”
```

```
   “Buona Pasqua!”
```

```
   “Perdonatemi!” 
```

Funzione dichiarativa: 
```
   “Vi dichiaro in arresto”
```

```
   “Antonio Rossi, ti nomino presidente” 
```

John Searle inoltre, ritiene che ogni atto linguistico possa essere diretto o indiretto.
Un atto linguistico indiretto non esprime direttamente ciò che si desidera proferire. In tal modo il parlante formula una domanda benché si intenda raggiungere una performance. Uno dei criteri che differenzia un atto linguistico indiretto rispetto a un atto diretto è legato alla cortesia.
Un esempio di atto diretto è “Puoi passarmi il sale per favore” che confrontando la frase dell’atto indiretto “Puoi prendermi il sale?” la si intende non semplicemente come una domanda, ma come una richiesta per passare il sale.

## Storia della pragmatica
La pragmatica moderna nasce nel XX secolo. Charles W. Morris la distingue da sintattica e semantica in Foundations of the Theory of Signs (Lineamenti di una teoria dei segni) del 1938 e in Signs, Language, and Behavior (Segni, linguaggio e comportamento) del 1946. Secondo Morris, sintattica, semantica e pragmatica sono le tre parti di cui si compone la semiotica (o teoria dei segni): la sintattica studia il rapporto tra i segni, la semantica studia il rapporto tra segni e referenti, la pragmatica studia il rapporto tra i segni e gli utenti della lingua. Se la fortuna della pragmatica in ambito filosofico è inquadrata negli anni cinquanta (come risposta al positivismo logico), è con gli anni settanta, in reazione al chomskismo, che essa si afferma in ambito squisitamente linguistico.
Antecedenti possono essere rintracciati in Aristotele, nella filosofia stoica, in John Locke e in Ludwig Wittgenstein. Importante è poi il ruolo di John Langshaw Austin e John Searle. Nel campo linguistico Wilhelm von Humboldt, Philipp Wegener e soprattutto Karl Bühler possono essere considerati i suoi eminenti fondatori.
Negli anni settanta la disciplina ha visto i contributi di Dieter Wunderlich e Utz Maas. Esiste poi un ramo della psicologia che si è interessato fortemente dell'influenza della comunicazione sul comportamento: in questo ambito, uno dei massimi studiosi della pragmatica della comunicazione umana è stato Paul Watzlawick (Pragmatic of Human Communication del 1967).
I diversi metodi e approcci non sono facilmente riconducibili ad un minimo comune denominatore. Tra le più note correnti e oggetti di ricerca vi sono la Teoria degli atti linguistici di Austin e Searle, la teoria delle massime conversazionali di Paul Grice, la pragmatica universale di Jürgen Habermas e la pragmatica funzionale riconducibile a Karl Bühler. L'analisi conversazionale orientata e costruttiva di Harvey Sacks  viene tradizionalmente annoverata nella pragmatica, anche se l'azione non occupa un posto centrale. Nella pragmatica funzionale è decisiva la categoria dello scopo di un'azione. L'agire è ripartito socialmente in modelli di attività finalizzati ad uno scopo (per esempio domanda-risposta, complicazione-soluzione), ai quali corrisponde una specifica azione dell'attante. Lo scopo del modello della domanda è infatti il superamento delle lacune nella conoscenza enciclopedica del parlante.
Nel complesso, la pragmatica è una disciplina recente, che coinvolge filosofia, linguistica, psicologia e antropologia, e il cui oggetto non è distintamente definito.

## Rapporto con altre discipline dal punto di vista semiotico
La pragmatica si occupa essenzialmente dell'utilizzo della lingua, in contrapposizione alla semantica, che si concentra sulle condizioni di verità e sul significato delle parole indipendentemente dal contesto. Il linguista inglese Gerald Gazdar definisce la pragmatica come "meaning minus truth conditions" ("significato meno condizioni di verità"). Una precisa distribuzione delle competenze di entrambi i campi non è tuttavia nella maggior parte dei casi possibile. Ecco perché per molti linguisti la semantica è parte della pragmatica: il suo significato è il suo uso, secondo una frase di Wittgenstein. Per questo la pragmatica solleva questioni anche nel campo della sociolinguistica, che considera l'uso della lingua come un fattore sociale e culturale.